# Porte papillon
Porte à ouverture en élytre
Pour les articles homonymes, voir Porte et Papillon (homonymie).

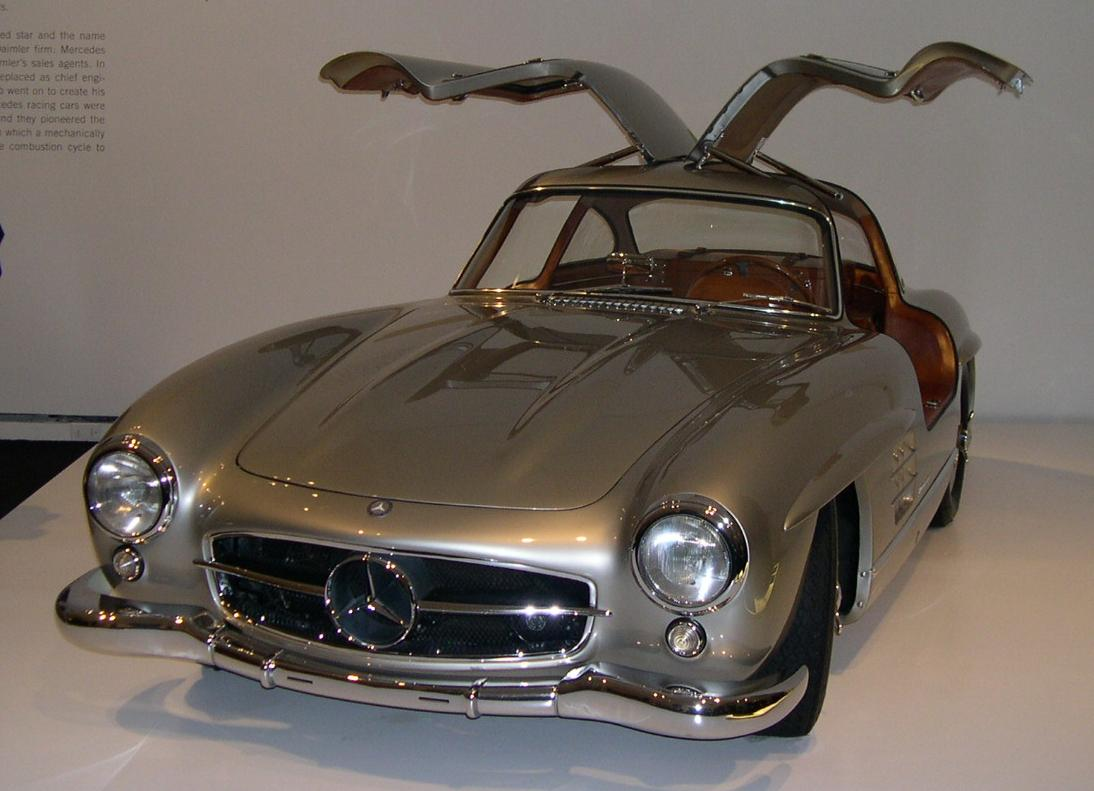
Mercedes-Benz 300 SL « papillon » (1954).

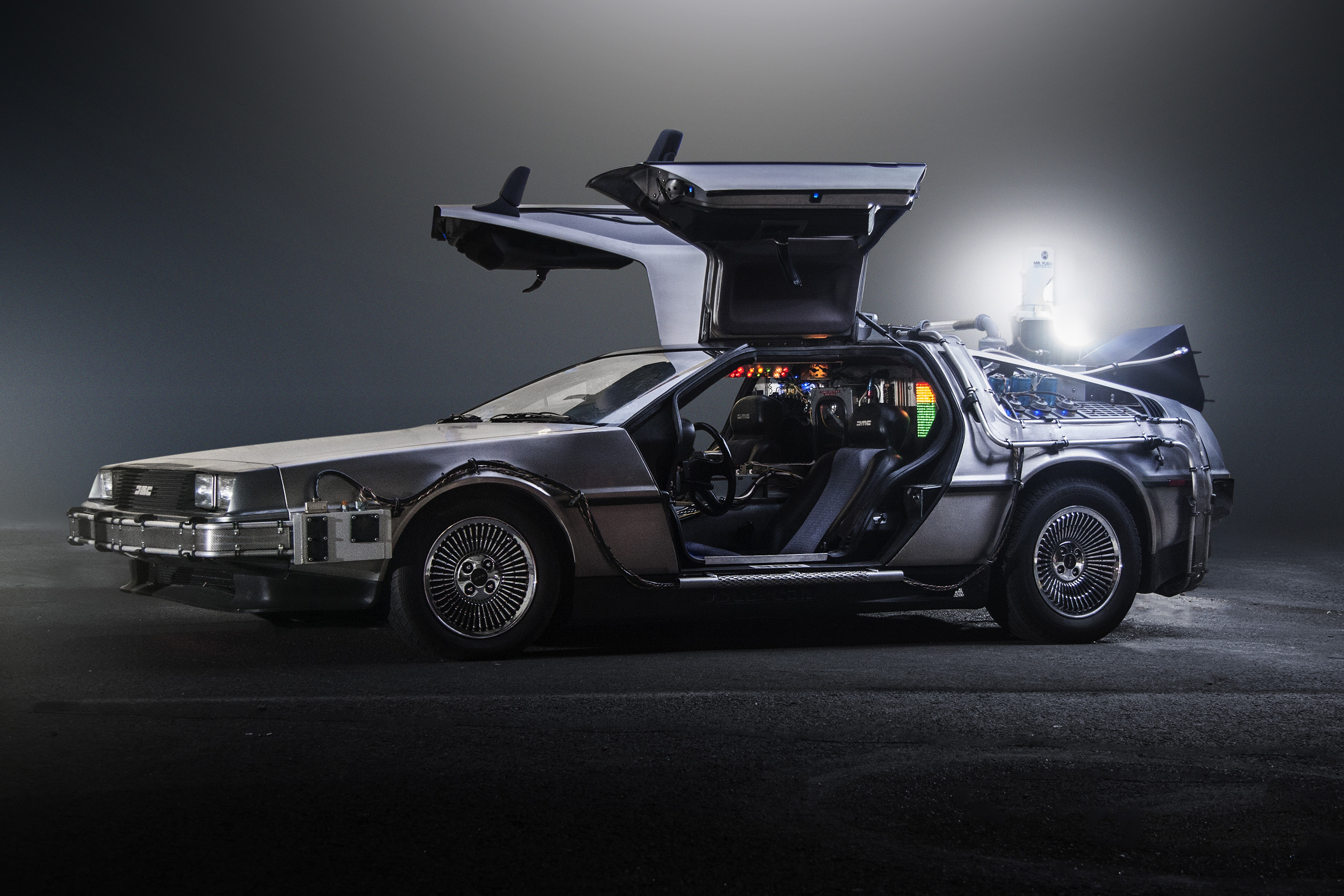
Célèbre DeLorean DMC-12 (1981) de la saga de films de science-fiction Retour vers le futur (voitures de fiction).

Une porte papillon (ou gull-wing door, porte en aile en mouette, en anglais) est un type d'ouverture de portière de véhicule au design bionique inspiré d'aile en mouette ou de papillon, variante des porte à ouverture en élytre (ou portes en ciseaux).

## Histoire

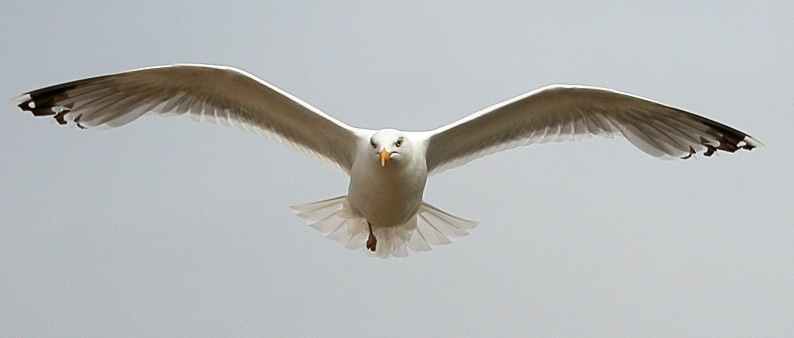
Aile en mouette.

La Mercedes-Benz 300 SL « papillon » de 1954, du designer allemand Friedrich Geiger, est une des voitures de série à porte papillon les plus anciennes et les plus célèbres. Une « Bugatti Type 64 Concept » de 1939 (ultime création non achevée de Jean Bugatti au moment de sa disparition, inspirée de sa Bugatti Aérolithe de 1935, en cours de reconstitution par la collection Peter Mullin) serait un des plus anciens modèles connus de voiture à porte papillon de l'histoire de l'automobile.
Les portières à ouverture en papillon s'ouvrent vers le haut à l'aide de vérins, en pivotant sur les charnières de la partie supérieure de la portière (généralement autoclave). Elles équipent quelques véhicules originaux et marginaux, dont des concept cars, voitures de compétition, tuning, avions de tourisme... Leur angle d'ouverture compris entre 70 et 90 degrés, libère une distance d'au moins 1,5 m entre le sol et la portière pour un accès suffisamment aisé dans l'habitacle, avec des inconvénients de risque de collision avec la tête en entrant ou sortant du véhicule, ou de difficulté de fermeture de porte une fois assis dans le véhicule. Les portes papillon de  Mercedes-Benz F125, Renault Nepta, ou Italdesign DaVinci... ouvrent un côté entier de l'habitacle.

Quelques véhicules à portes papillon.
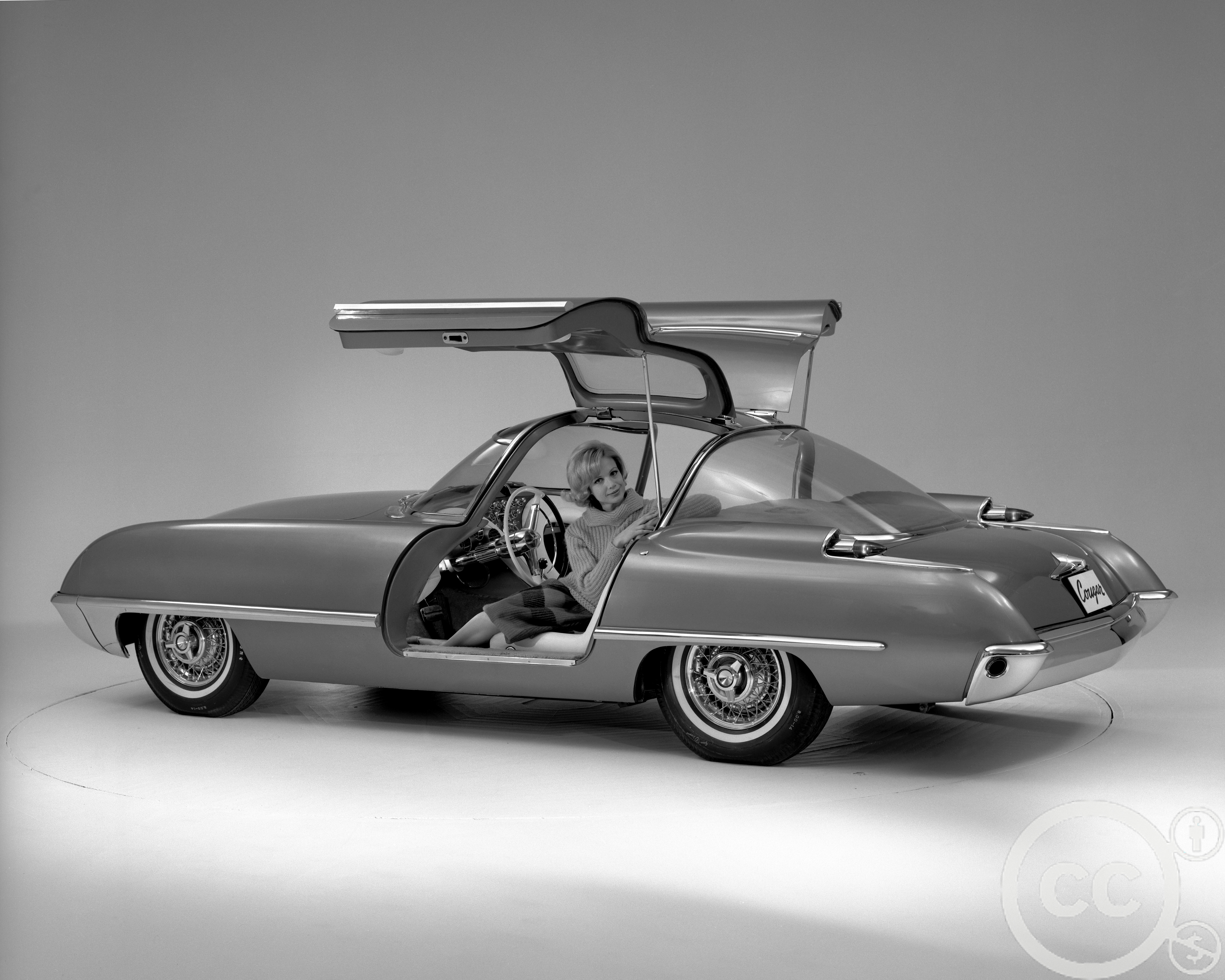
Ford Cougar Concept (1962).
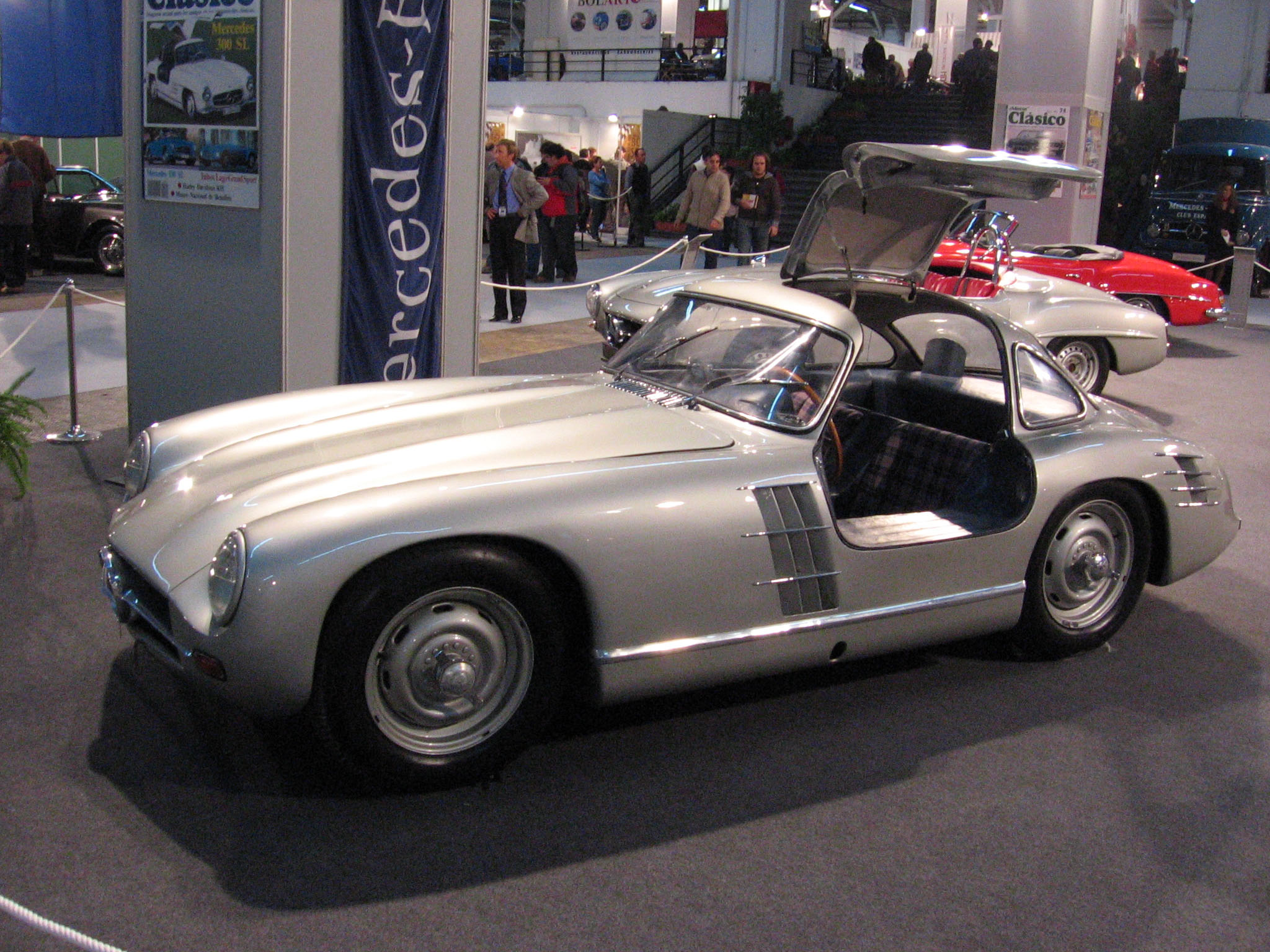
Mercedes-Benz 300 SL (1953).
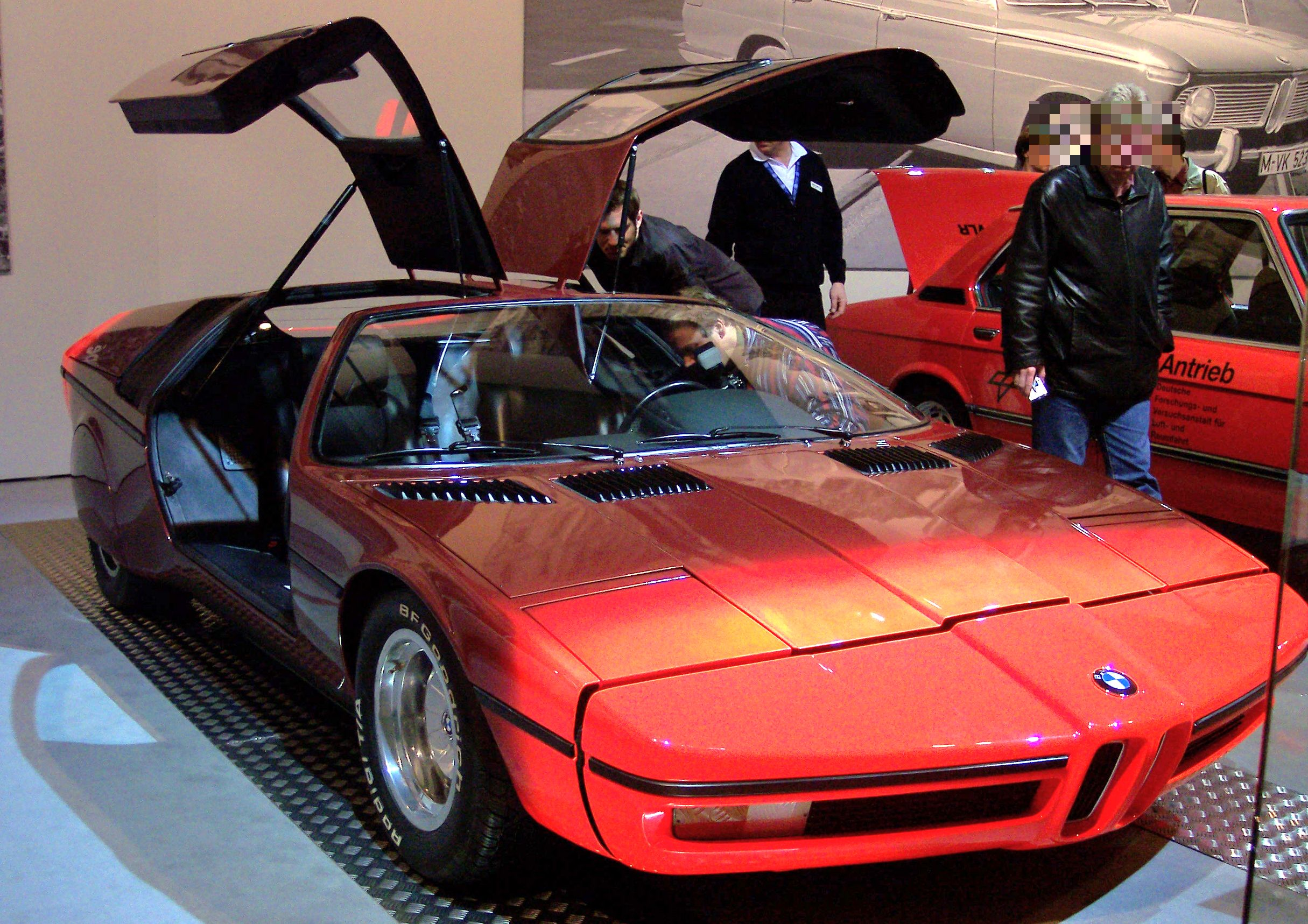
BMW Turbo (1972).
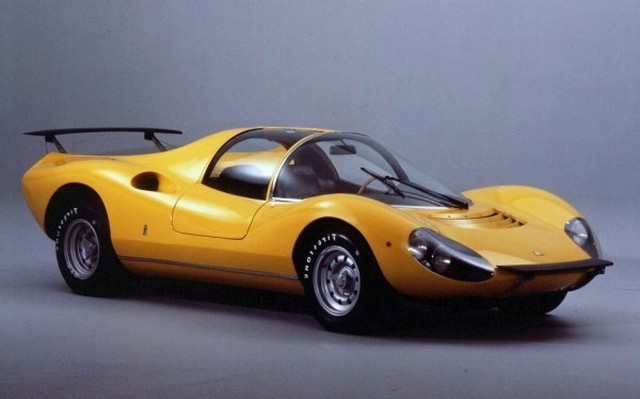
Dino 206 GT Concept (1965).
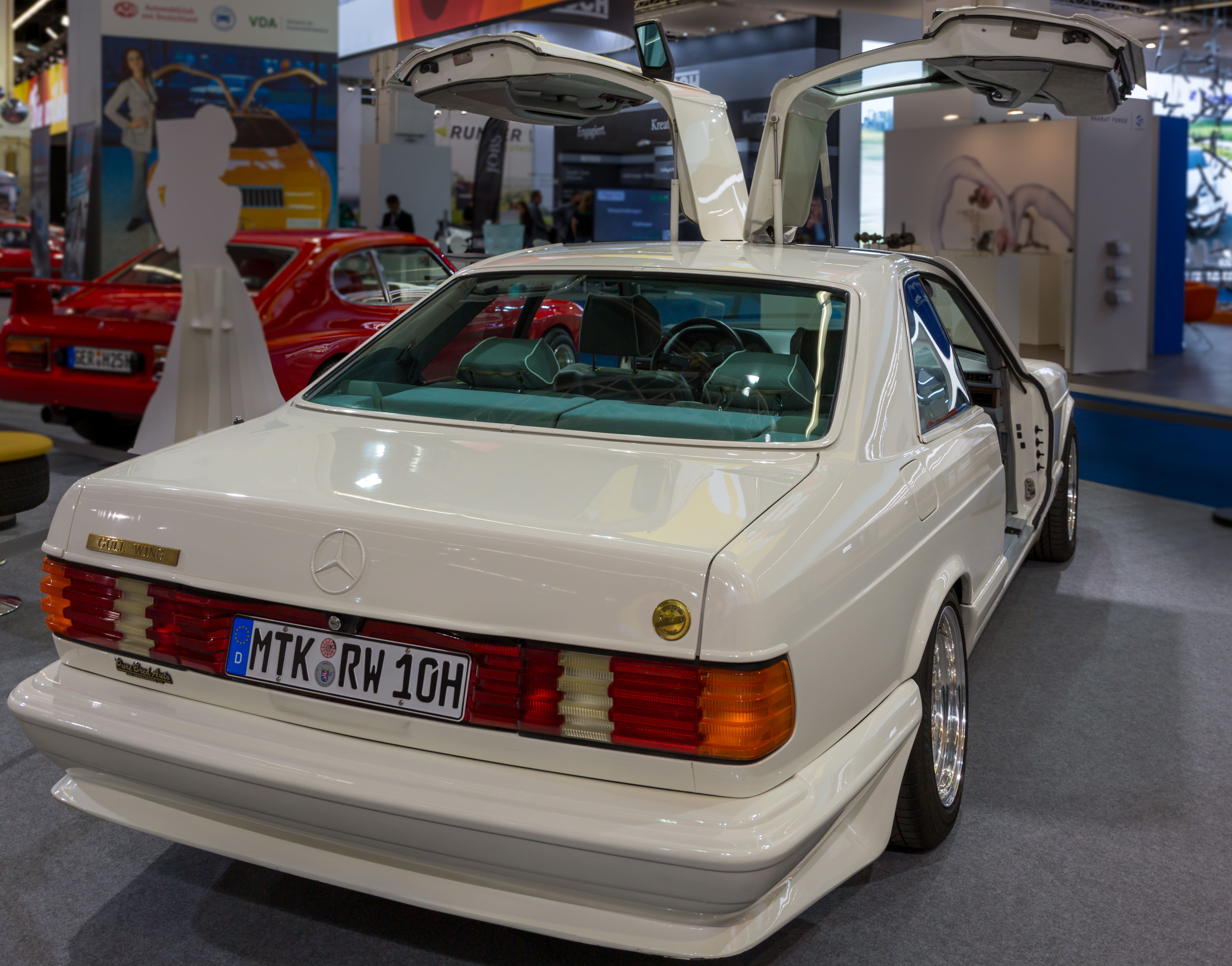
Mercedes-Benz 500 Gullwing Tuning.
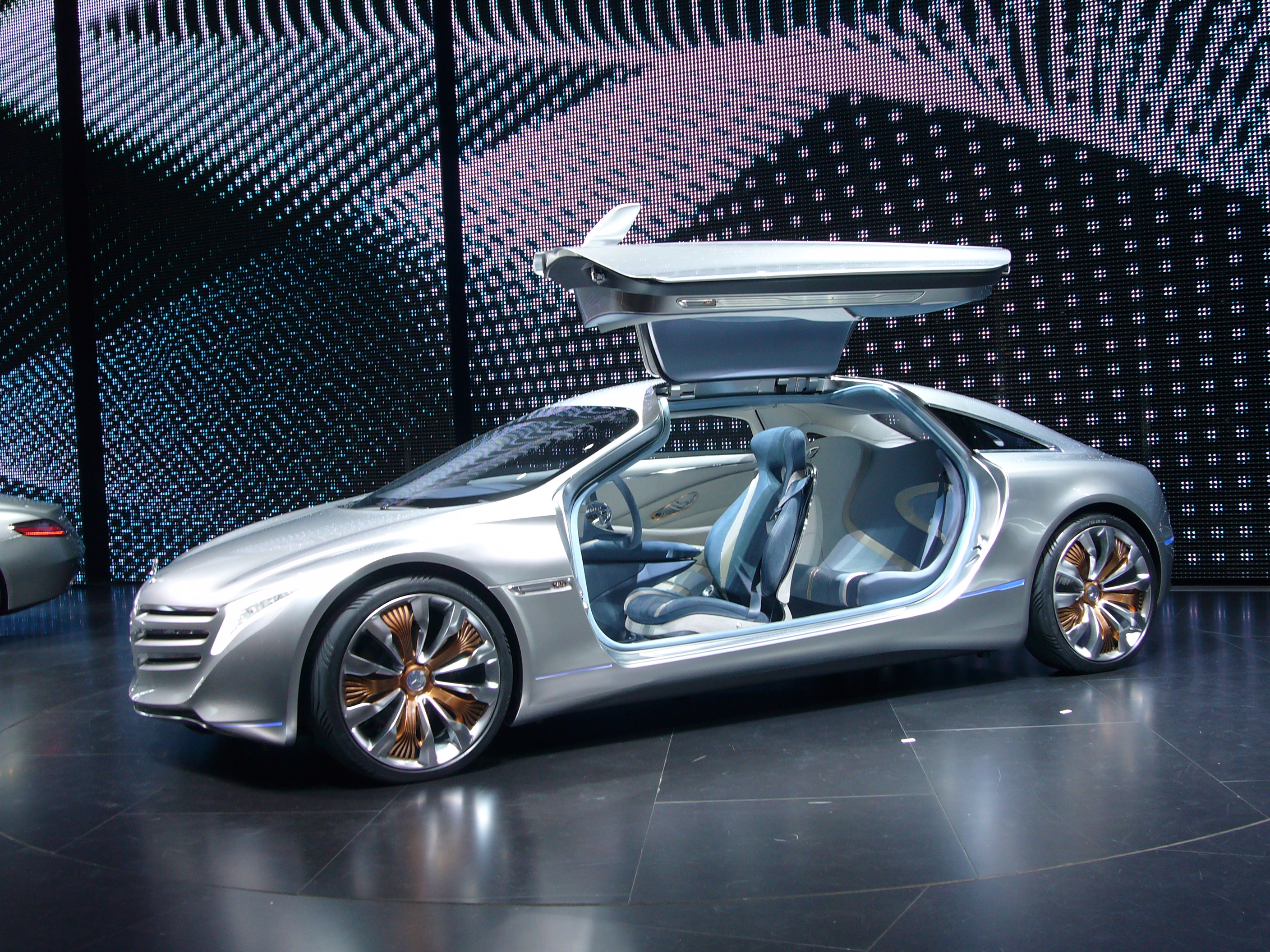
Mercedes-Benz F125 (2011).
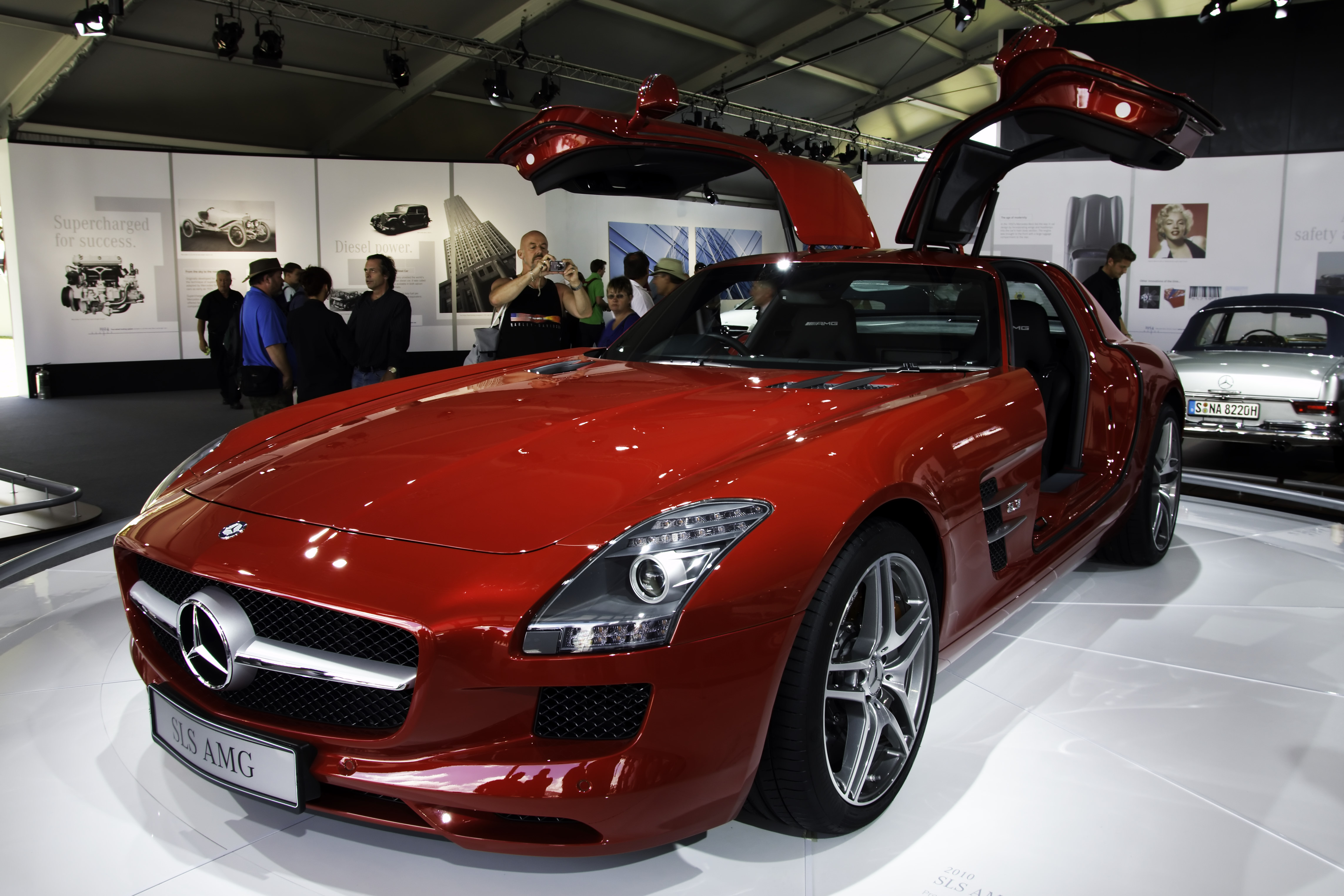
Mercedes-Benz SLS AMG (2010).
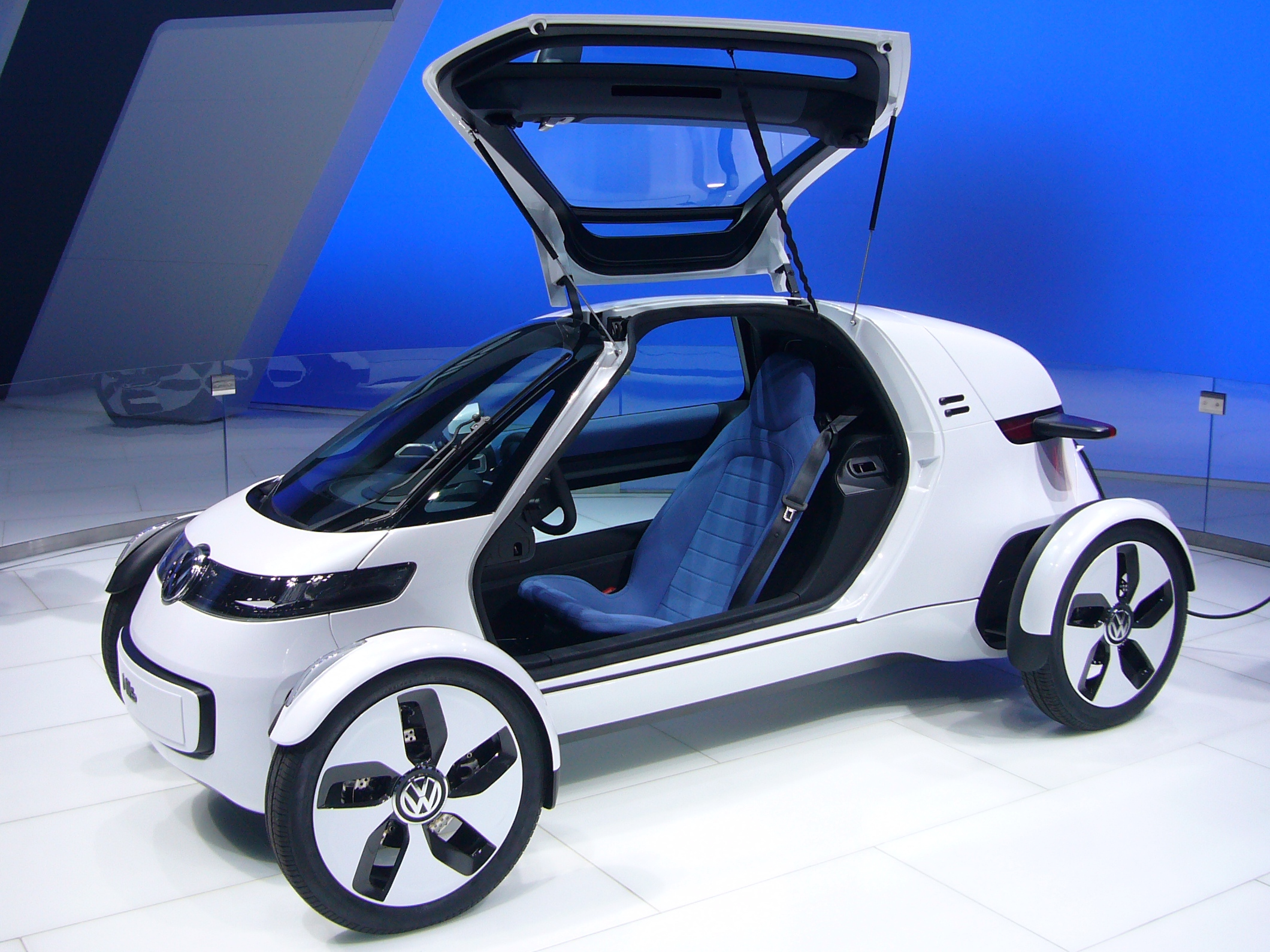
Volkswagen Nils (2011).
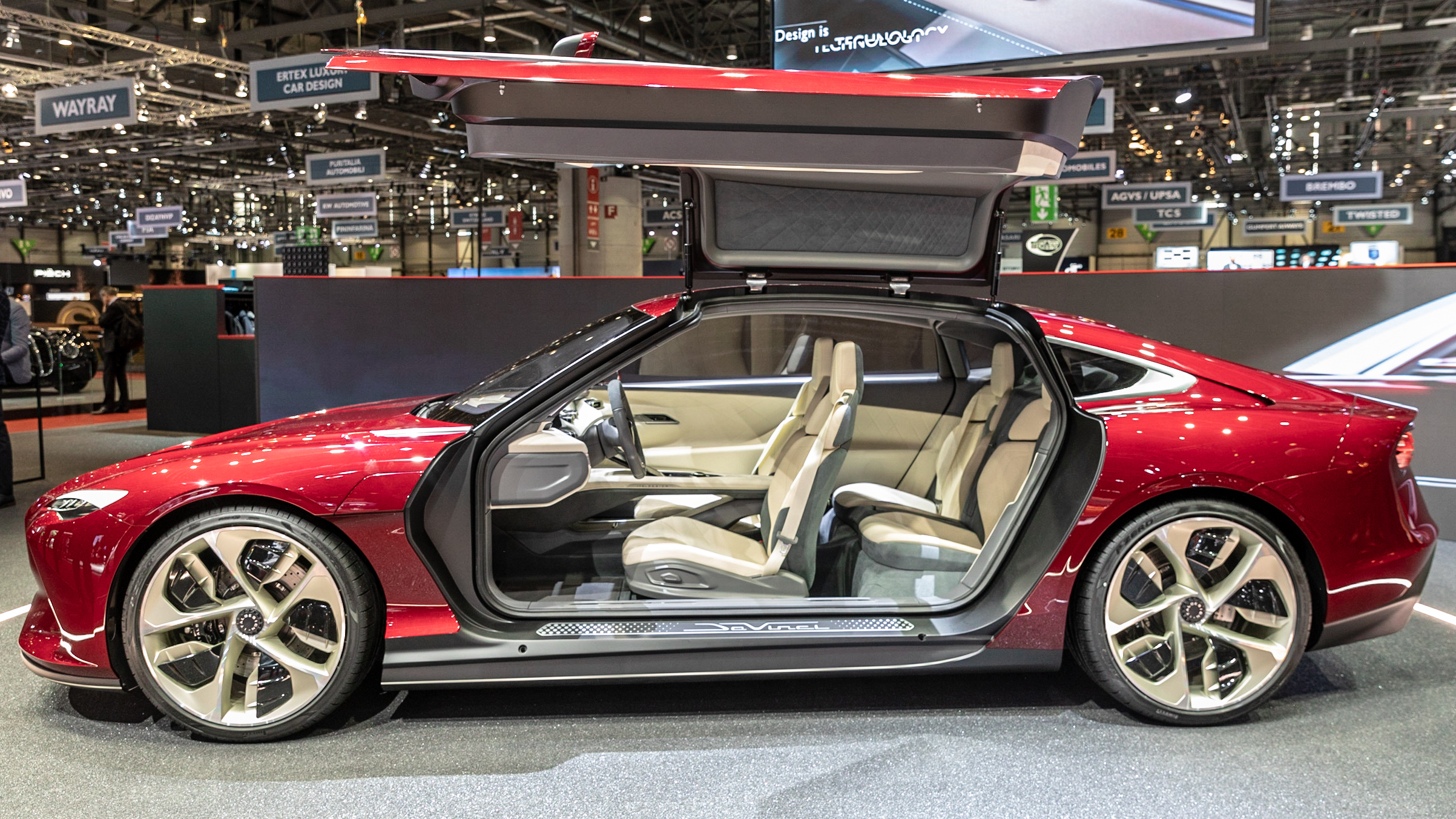
Italdesign DaVinci (2019).
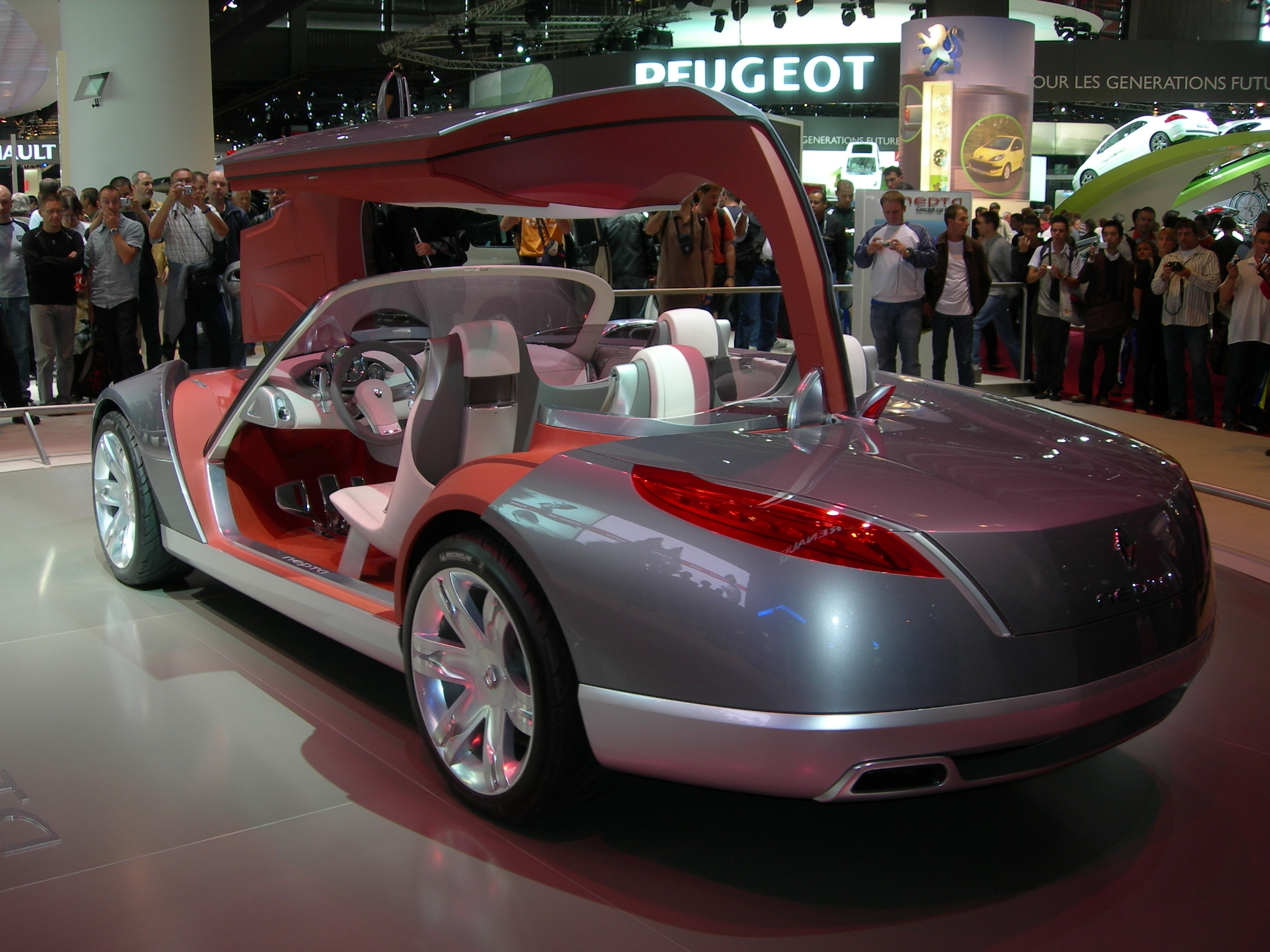
Renault Nepta (2006).
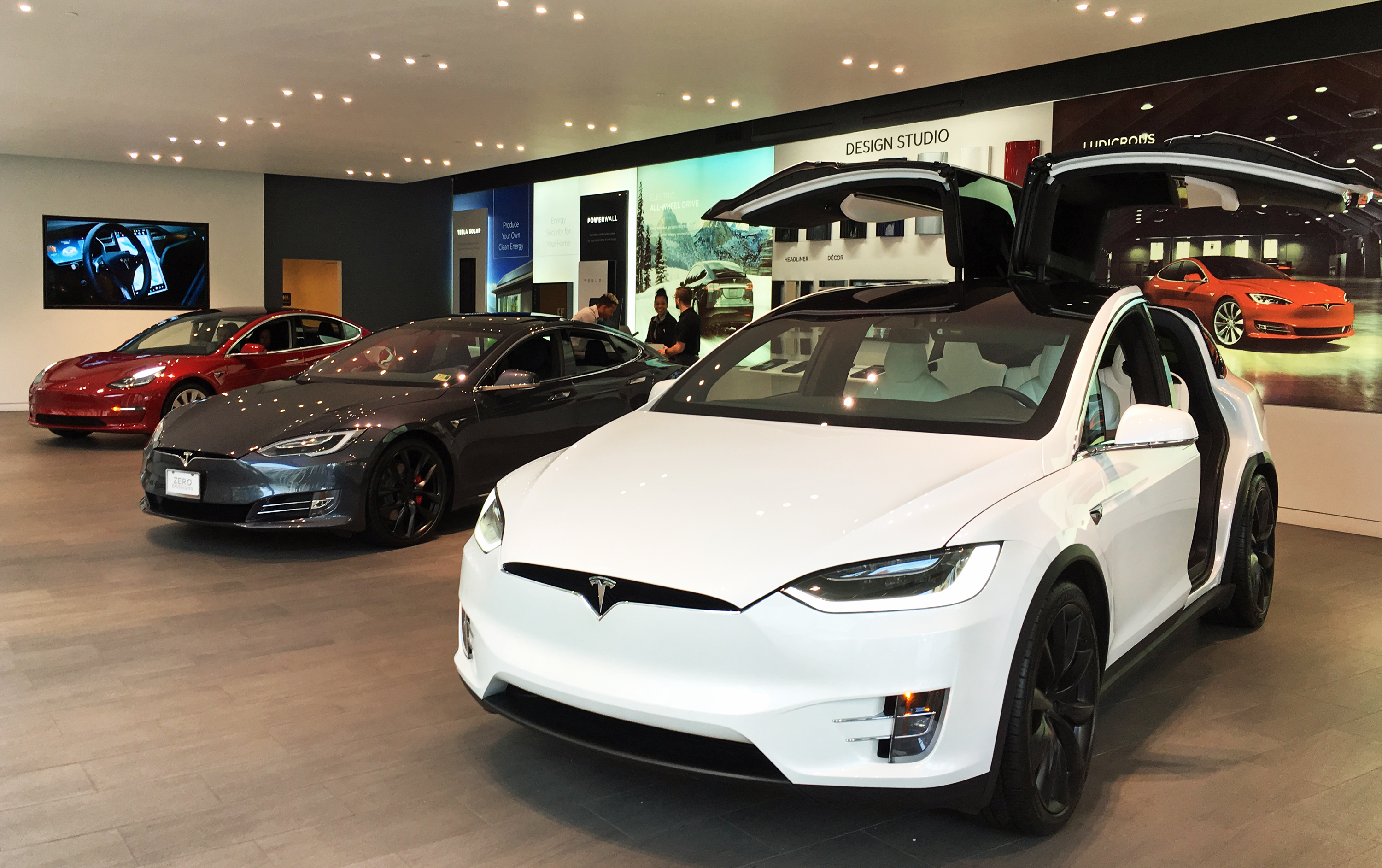
Tesla Model X (2015).
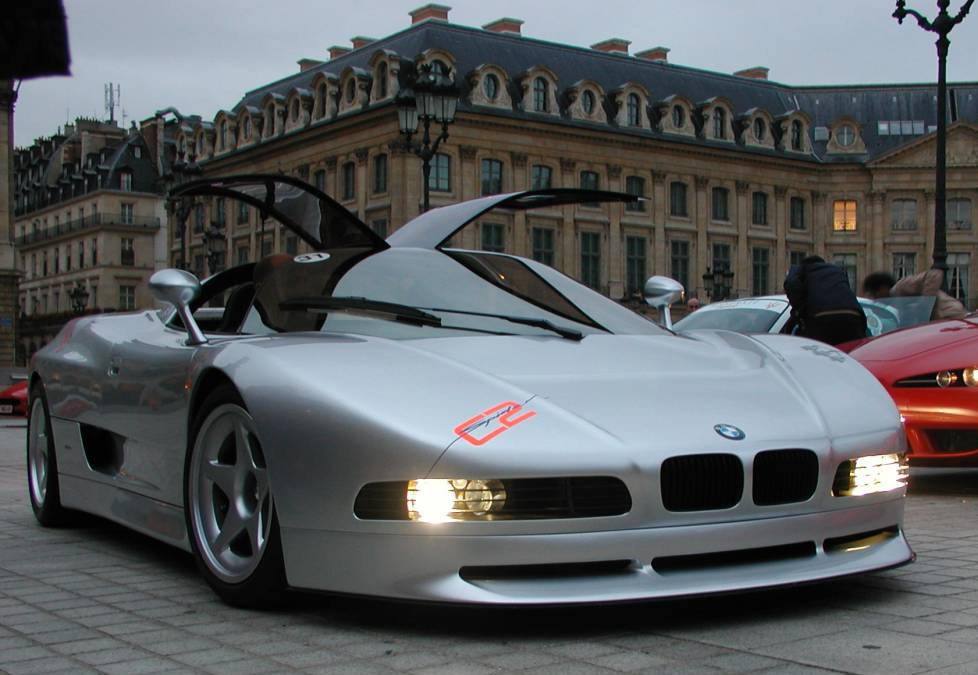
BMW Nazca (1991).
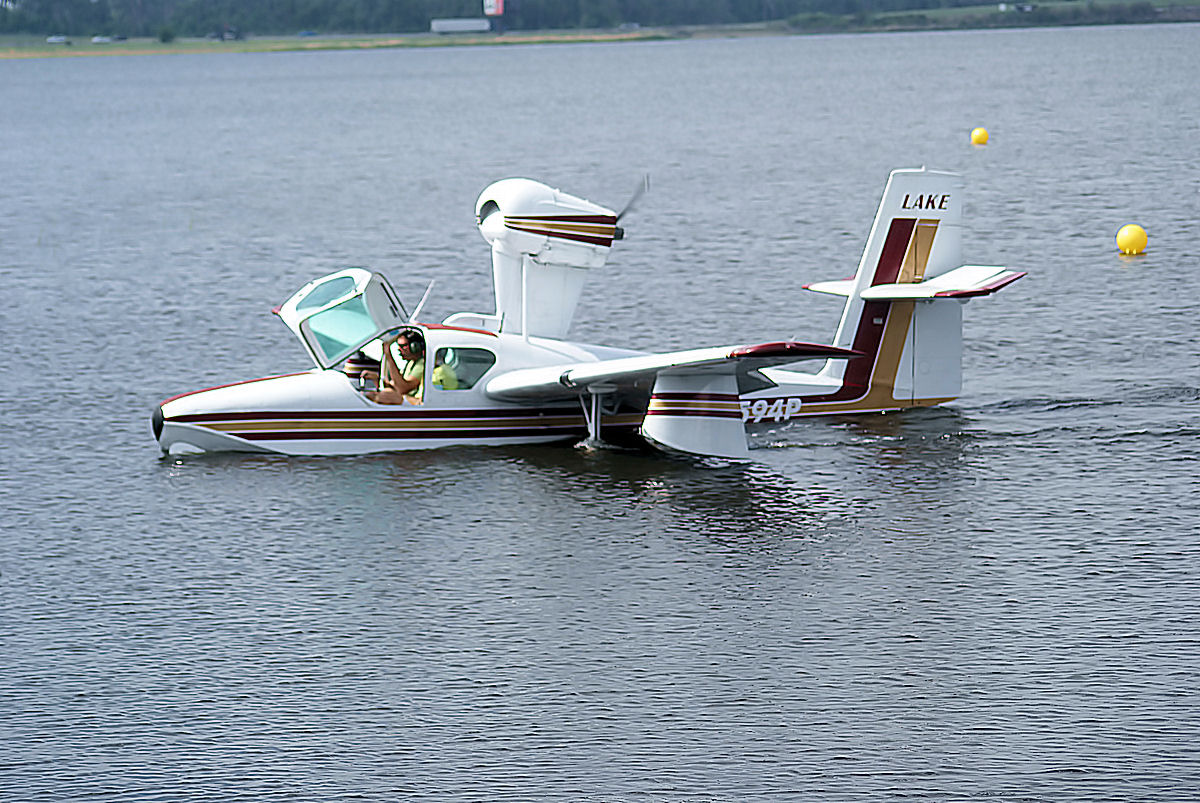
Lake Aircraft.
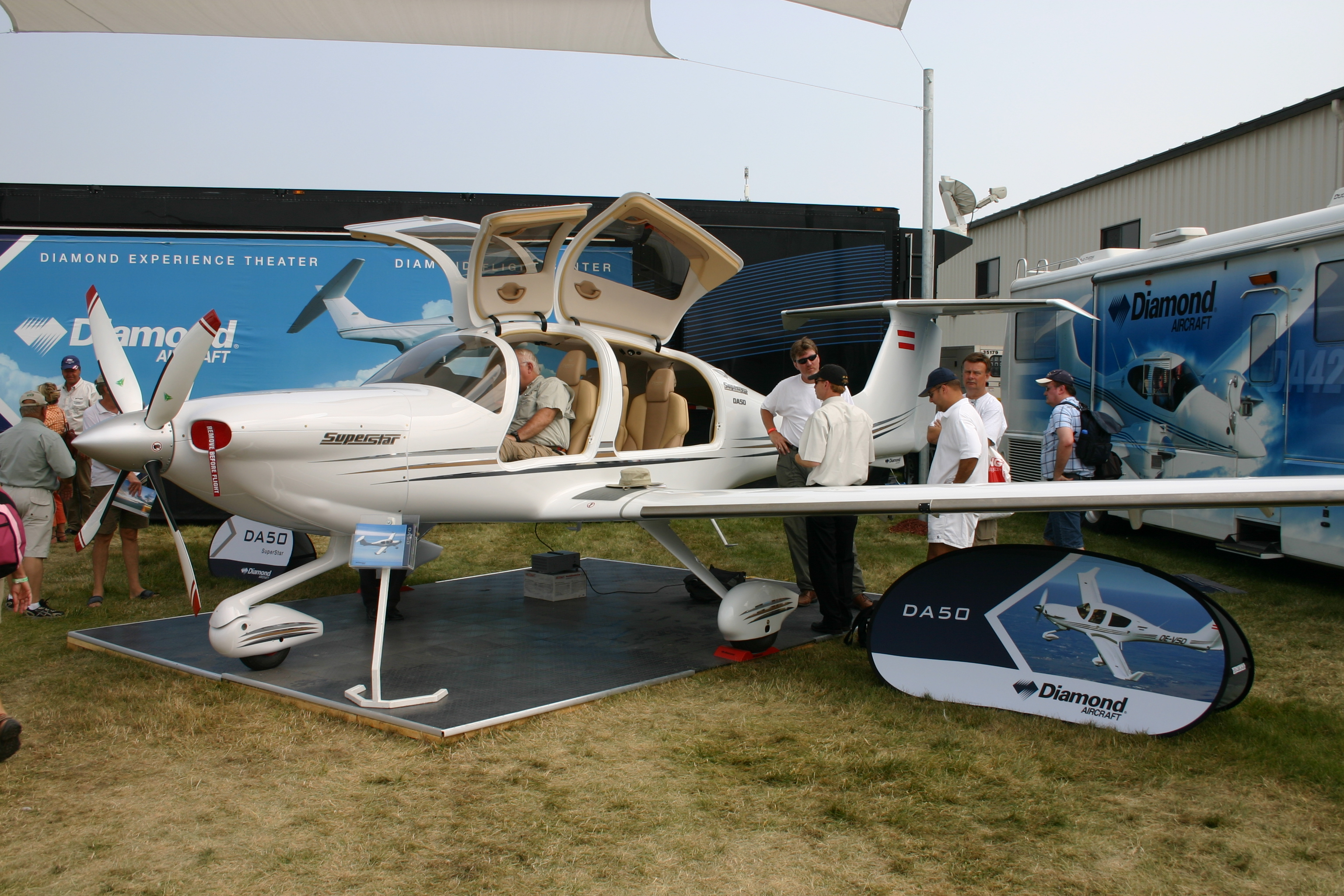
Diamond Aircraft DA50.
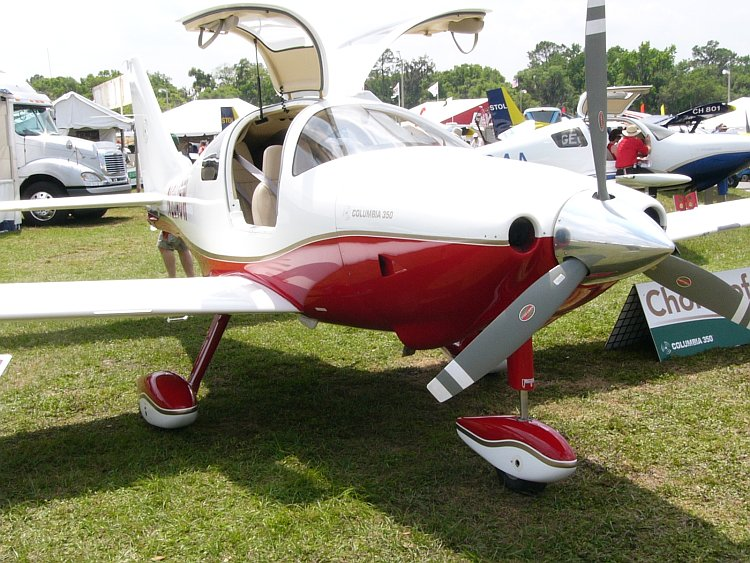
Cessna 350 (2003).